# Franklin Whitman Robinson
Franklin Whitman Robinson (* 27. Juni 1875 in New York City; † 16. September 1946 in Northeast Harbor/Maine) war ein US-amerikanischer Musikpädagoge und Organist.

## Leben
Robinson hatte zunächst Musikunterricht bei William Bassford. Von 1890 bis 1897 studierte er an der National Academy of Music. Danach nahm er weiteren Unterricht bei Antonín Dvořák, Max Spieker, Herman Hans Wetzler, Edward McDowell und Cornelius Rubner. 1907 erwarb er an der Columbia University den Mastergrad.
Von 1897 bis 1907 war Robinson Musikdirektor an der New Yorker St. Bartholomew’s Church. Daneben unterrichtete er von 1897 bis 1904 Musik an der High School of Commerce. Außerdem war er Organist an weiteren Kirchen in New York und Philadelphia. Seit der Gründung 1905 unterrichtete er an Institute of Musical Art, aus dem 1920 die Juilliard School hervorging. Von 1920 bis 1930 war er Verwaltungsdirektor der American Orchestra Society, und 1930 gründete er die National Orchestra Society. Ab 1930 unterrichtete er an der School of Sacred Music des Union Theological Seminary in the City of New York. Er ist Autor des Lehrwerkes Aural Harmony (1918), das in mehreren Auflagen erschien. Robinson war mit der Pädagogin Jean Greer Robinson verheiratet.